# Greccy posłowie do Parlamentu Europejskiego 2024–2029
Greccy posłowie X kadencji do Parlamentu Europejskiego zostali wybrani w wyborach przeprowadzonych 9 czerwca 2024, w których wyłoniono 21 deputowanych.

## Posłowie według list wyborczych
Nowa Demokracja
- Jorgos Aftias
- Fredi Beleri
- Manolis Kiefalojanis
- Wangelis Meimarakis
- Eleonora Meleti
- Dimitris Tsiodras
- Eliza Wozemberg

Syriza
- Kostas Arwanitis
- Nikolas Faranduris
- Elena Kundura
- Nikos Papas

PASOK-KINAL
- Janis Maniatis
- Nikos Papandreu
- Sakis Arnautoglu

Greckie Rozwiązanie
- Galato Aleksandraki
- Emanuil Frangos

Komunistyczna Partia Grecji
- Lefteris Nikolau-Alawanos
- Kostas Papadakis

Niki
- Nikos Anadiotis

Kurs Wolności
- Maria Zacharia

Głos Rozsądku
- Afroditi Latinopulu